# Annisse sogn
Annisse sogn (danska: Annisse Sogn) är en församling i  Frederiksværks kontrakt (provsti) i Helsingörs stift i Danmark. Församlingen ligger i Gribskovs kommun i Region Hovedstaden. Den hörde före kommunreformen 2007 till Helsinge kommun i Frederiksborg amt, och före kommunreformen 1970 till Holbo härad i Frederiksborg amt.
Den 1 januari 2012 hade församlingen 2 217 invånare, varav 1 840 (83,0 procent) var medlemmar i Danska folkkyrkan.

## Kyrkobyggnader
- Annisse kyrka